# Darcy DeMoss
Darcy DeMoss (née Darcy L. DeMoss) est une actrice, cascadeuse et playmate américaine, née le 19 août 1963, à Los Angeles.

## Biographie
Playmate pour le magazine et la chaîné télévisée de Playboy, elle est apparue au début des années 1980 dans plusieurs émissions d'aérobic. Elle a joué dans plusieurs films, parmi lesquels  et Jason le Mort-Vivant, Can't Buy Me Love et Les Anges du mal 2 ainsi que dans plusieurs productions érotiques. 
En 2014, elle a joué son propre rôle dans la série Trophy Heads, aux côtés de Linnea Quigley, où plusieurs actrices de séries B sont traquées par un maniaque.
Elle a étudié au Grant High School de Van Nuys.
Elle s'est mariée en 2000 avec le producteur américain Jack Lippman.

## Filmographie
Cinéma
- 1984 : Hardbodies : Dede
- 1984 : Body Double : Une danseuse du night-club (non-créditée)
- 1984 : Gimme and "F' : Une danseuse
- 1985 : Get Out of my Room (segment "Get Out of My Room")
- 1986 : Jason le Mort-Vivant : Nikki
- 1986 : Les Anges du mal 2 : Karen 'Knox' Charmin
- 1987 : Return to Horror High : Sheri Haines
- 1987 : Can't Buy Me Love : Patty
- 1988 : Et si on le gardait? : Elaine
- 1989 : Teen Witch : Une danseuse
- 1989 : Zombie Academy : Roberta Woods
- 1990 : Coldfire : Maria
- 1990 : Pale Blood : Cherry
- 1990 : Living to Die : Maggie Sams
- 1991 : Vice Academy 3 : Samantha
- 1994 : Stickfighter
- 1996 : Alien Abduction: Intimate Secrets : Sheri
- 1996 : Erotic Confessions: Volume 6 : Carmela (segment "Party for Two")
- 1997 : Erotic Confessions: Volume 2 : Alycia (épisode "Arresting Developments")
- 2005 : Starcrossed : La mère
- 2007 : Made in Brooklyn : Franny
- 2009 : En cloque mais pas trop : Redhead
- 2014 : 666: Kreepy Kerry : Miss Price
- 2014 : Devilish Charm
- 2015 : ToY
- 2020 : Clown Fear : Myrtle
- 2021 : The Onania Club : Johanna Strugeon
- 2021 : Friday the 13th Vengeance 2: Bloodlines : Nikki

Télévision
- 1988 : La Fête à la maison (série télévisée) (1 épisode) : Jill
- 1988 : Perfect People (Téléfilm) : Janet
- 1989 : I Know My First Name Is Steven (Téléfilm) : Debbie
- 1990 : The Bradys (en) (série télévisée) (1 épisode) : Donna
- 1993 : Eden (série télévisée) (1 épisode) : Randi Banks
- 1994 : New York Police Blues (série télévisée) (1 épisode) : Denise
- 1994 : Hardball (série télévisée) (1 épisode) : Annie
- 1995 : A Bucket of Blood (Téléfilm) : Alice
- 1996 : Erotic Confessions (série télévisée) (2 épisodes) : Carmella/ Alycia
- 1998 : Dingue de toi (série télévisée) (1 épisode) : Mindy
- 2014 : Trophy Heads (série télévisée) : elle-même
- 2015 : Sharknado 3 (Téléfilm)